# Com grandes poderes vêm grandes responsabilidades
"Com grandes poderes vêm grandes responsabilidades" (em inglês: With great power comes great responsibility) também conhecido como princípio de Peter Parker, é um provérbio popularizado pelos quadrinhos do Homem-Aranha escritos por Stan Lee. A citação é usada na política e na monarquia, na aplicação da lei e na segurança pública, por jornalistas e autores de livros e em vários meios de comunicação e memes.

## Recepção
O escritor de quadrinhos Greg Pak opinou que o lema era "uma das maiores injunções morais de toda a cultura pop estadunidense".